# Port w Shenzhen
Port Shenzhen – zbiorcza nazwa szeregu portów położonych na wybrzeżu Shenzhen w prowincji Guangdong w Chinach . Porty te jako całość tworzą jeden z największych portów kontenerowych na świecie.
W porcie swoją siedzibę ma 40 firm żeglugowych, które uruchomiły około 130 międzynarodowych tras kontenerowych. W porcie Shenzhen co miesiąc zawija 560 statków, a ponadto obsługiwanych jest 21 tras dowozowych do innych portów w regionie delty Rzeki Perłowej.
System portowy Shenzhen jest w 2022 trzecim co do wielkości portem w Chinach i jednym z największych portów kontenerowych na świecie, z ruchem wynoszącym 30 mln TEU w 2022. Do 2020 roku był drugim największy portem kontenerowym w Chinach.

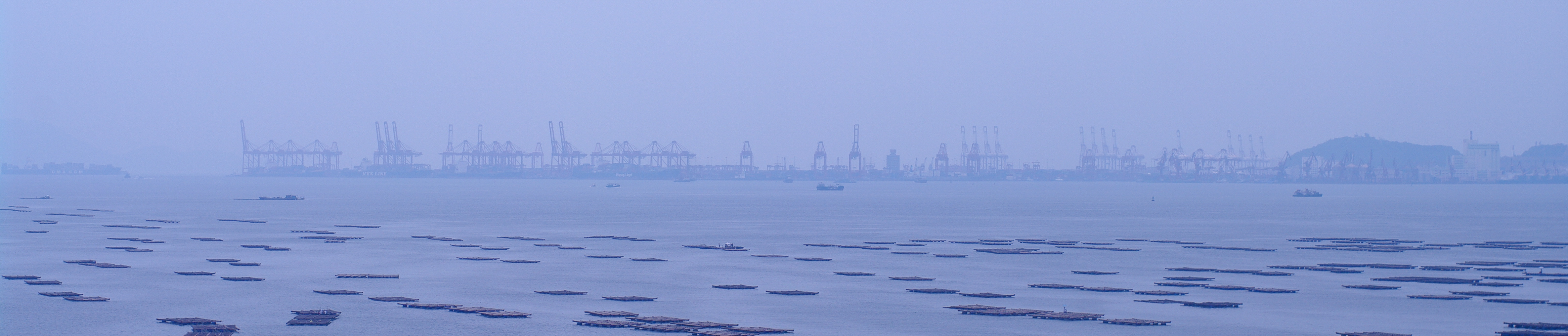
Port Shenzhen widziany z zatoki